# Sickius longibulbi
Sickius longibulbi is een spinnensoort uit de familie van de vogelspinnen (Theraphosidae).
De wetenschappelijke naam van de soort werd in 1948 gepubliceerd door Benedicto Abílio Monteiro Soares en Hélio Ferraz de Almeida Camargo.